# Randstad NV
Randstad är ett av världens största bemannings- och rekryteringsföretag. Företaget grundades 1960 i Nederländerna, då grundaren lade fram sin avhandling om den flexibla arbetsmarknaden. Idag arbetar över 600 000 personer för Randstad i 39 länder, uppdelat på över 4 700 lokala kontor.
Randstad är verksamma i Sverige sedan 2004 genom dotterbolaget Randstad Sverige.